# Hugh Bayley
Hugh Bayley (Maidenhead, 9 gennaio 1952) è un politico britannico del Partito Laburista, presidente dell'Assemblea Parlamentare della NATO dal 2012.
È stato deputato del Parlamento del Regno Unito dal 1992 al 2010.